# Дивізія А 1922—1923
Дивізія А 1922-23 — 11-ий сезон чемпіонату Румунії з футболу. Усі футбольні клуби країни були поділені на 8 регіональних ліг за територіальним принципом. Переможець кожної з ліг взяв участь у національному етапі. Титул вдруге поспіль здобув Кінезул (Тімішоара).

## Команди
У змаганнях брав участь також клуб Полонія із українських Чернівців, які на той час були у складі Румунії.

## Національний етап
| Регіон      | Команда               |
| Арад        | Глорія ЧФР (Арад)     |
| Бухарест    | Венус (Бухарест)      |
| Брашув      | Брашувія (Брашув)     |
| Чернівці    | Полонія (Чернівці)    |
| Клуж        | Вікторія (Клуж)       |
| Орадя       | Инцелегеря (Орадя)    |
| Тиргу-Муреш | Мурешул (Тиргу-Муреш) |
| Тімішоара   | Кінезул (Тімішоара)   |

### 1/4 фіналу
| Команда 1             | Рахунок  | Команда 2           |
| --------------------- | -------- | ------------------- |
| 22-29 липня 1923      |          |                     |
| Вікторія (Клуж)       | 1:0      | Инцелегеря (Орадя)  |
| Мурешул (Тиргу-Муреш) | 1:0      | Полонія (Чернівці)  |
| Глорія ЧФР (Арад)     | 0:2      | Кінезул (Тімішоара) |
| Брашувія (Брашув)     | 1:1; -:+ | Венус (Бухарест)    |

### 1/2 фіналу
| Команда 1             | Рахунок  | Команда 2           |
| --------------------- | -------- | ------------------- |
| 12-19 серпня 1923     |          |                     |
| Венус (Бухарест)      | 1:3      | Вікторія (Клуж)     |
| Мурешул (Тиргу-Муреш) | 1:1; 0:2 | Кінезул (Тімішоара) |

### Фінал
| Команда 1       | Рахунок | Команда 2           |
| --------------- | ------- | ------------------- |
| 26 серпня 1923  |         |                     |
| Вікторія (Клуж) | 0:2     | Кінезул (Тімішоара) |